# 아미데이탑

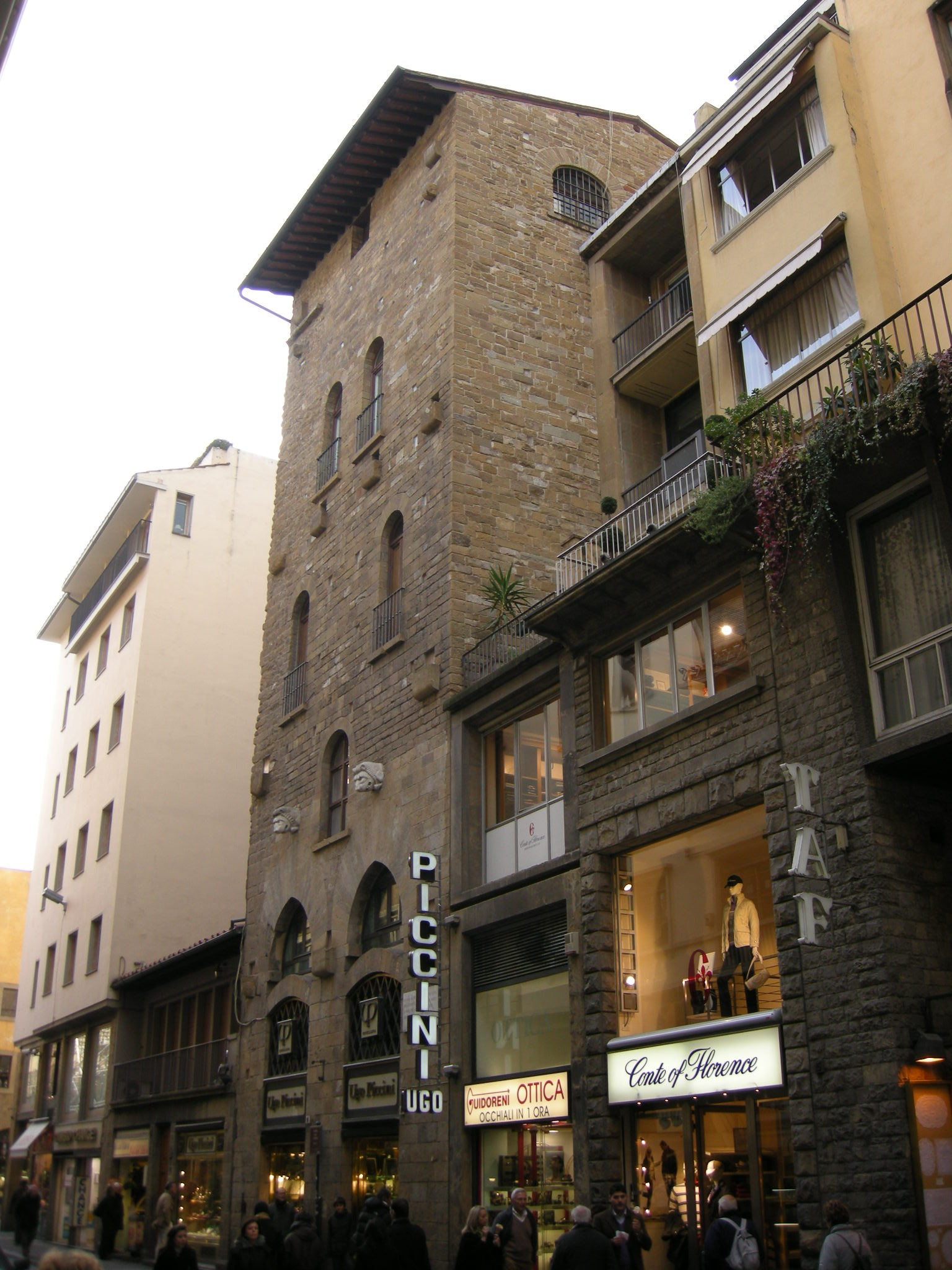
아미데이 탑.

아미데이 탑(Torre degli Amidei)는 이탈리아 피렌체에 있는 탑이다. 중세 시대부터 존재했으며, 시뇨리아 광장 인근에 위치했다. 한때 피렌체의 옛 성벽 인근에 위치했었고, 아미데이 가문 소유였으며, 전승에 따르면, 아미데이 가문 출신원 중 한 명이 부온델몬테 데 부온델몬티를 살해했다고 주장되는 장소라고 한다.
1944년 퇴각중인 독일군에 의해 피해를 입었고, 이후 부분적으로 재건되었다. 현재의 모습과 장식은 19세기 복원 작업을 했었던 시기의 것이다 (이중으로 된 아치 입구등을 포함). 문 위에 있는 것은 두 사자의 머리로, 그 중 하나는 진품이고 에트루리아 시대의 것으로 추정하고 있다.